# Mesorhopella longfellowi
Mesorhopella longfellowi är en stekelart som först beskrevs av Girault 1915.  Mesorhopella longfellowi ingår i släktet Mesorhopella och familjen sköldlussteklar. Inga underarter finns listade i Catalogue of Life.